# Christian Maximilian Hugo Glück
Christian Maximilian Hugo Glück (Hamburgo, 1868 - Kiel, 1940) fue un botánico, pteridólogo, algólogo y micólogo alemán. Fue alumno de Karl von Goebel (1855-1932), y que trabajó extensamente como profesor en Heidelberg.

## Algunas publicaciones
- 1906. Systematische Gliederung der europäischen Alismaceen.
- 1910. Über das Vorkommen der Caldesia parnassifolia im Königreich Bayern
- 1913. Contributions to our our knowledge of the species of Utricularia of Great Britain with special regard to the morphology and geographical distribution of Utricularia ochroleuca.

- La abreviatura «Glück» se emplea para indicar a Christian Maximilian Hugo Glück como autoridad en la descripción y clasificación científica de los vegetales.[1]